# 松岡茉優
松岡 茉優（まつおか まゆ、1995年〈平成7年〉2月16日 - ）は、日本の女優。東京都出身。ヒラタグループ所属を経て独立の後、Don-crewとのエージェント契約で活動。夫は Hey! Say! JUMPの有岡大貴。妹は元子役の松岡日菜。

## 略歴
8歳の時、当時3歳の妹の松岡日菜が芸能事務所からスカウトされ、母親と共にその面接に同行した際、面接担当者に「お姉ちゃんもやってみる?」と言われて妹と一緒に事務所に入所する。このことについて後に本人は、「妹のついでに事務所に入れてもらいました。妹には頭が上がりません（笑）」と語っている。
初めての仕事は10歳のとき、２つ目の仕事は「TBSテレビ『金スマ』の再現ビデオ。山村紅葉さんの幼少期。１０歳の役」と語っている。
その後、杉並区の中学校に通いながら芸能活動を行う中、2008年におはガールとしてテレビ東京『おはスタ』に出演し、本格デビューを果たす形で知名度が上がる。2010年3月26日の『おはスタ』卒業後は主に女優としての活動が続いていた。また、インターネットの対談番組や雑誌の対談企画などのホスト役を務めることも多かった。
2013年、NHK連続テレビ小説『あまちゃん』に出演。同年9月6日、『あまちゃん』で演じた埼玉県出身のキャラクター「入間しおり」が「埼玉県の魅力発信に貢献した」との理由で、埼玉県の上田清司知事（当時）から感謝状を授与された。12月31日には『あまちゃん』の劇中に登場するアイドルグループ「GMT」のメンバーとして、『第64回 NHK紅白歌合戦』に出演した。
2015年2月19日、『ゆうばり国際ファンタスティック映画祭2015』において「第2回 ニューウェーブアワード」の女優部門を受賞。4月18日放送開始のフジテレビ『She』で、連続ドラマ初主演。
2016年の『真田丸』で、NHK大河ドラマ初出演。主人公・真田信繁の正室・春役。
2017年12月23日公開の映画『勝手にふるえてろ』で映画初主演。同作は『第30回 東京国際映画祭』のコンペティション部門に、日本代表作品として出品され、観客の投票によって決定される「観客賞」を受賞した。また、2018年には『日本映画プロフェッショナル大賞』において「作品賞」を受賞している。
2018年5月、ヒラタグループの組織改編に伴い、デビュー以来所属していた「ヒラタオフィス」から同社の系列事務所である「ヒラタインターナショナル」に移籍。5月13日（日本時間14日）、出演映画『万引き家族』が、是枝裕和監督及び松岡らキャスト陣出席の下、『第71回 カンヌ国際映画祭』のコンペティション部門で公式上映され、19日（日本時間20日）の授賞式において、同作が最高賞「パルムドール」を受賞した。10月より開催の『第31回 東京国際映画祭』ではアンバサダーを務めた。
2019年、『第42回 日本アカデミー賞』において「優秀主演女優賞（勝手にふるえてろ）」・「優秀助演女優賞（万引き家族）」を受賞、『第61回 ブルーリボン賞』において、「助演女優賞（万引き家族・ちはやふる -結び-）」を受賞、その年に活躍した役者に授与される『第43回 エランドール賞』においても新人賞を受賞している。
2021年2月、福島県の内堀雅雄知事から「ふくしま 知らなかった大使」に任命された。
2022年4月、ヒラタグループの組織再改変に伴い、「ヒラタインターナショナル」から同社と同系列の事務所である「ヒラタフィルム」に移籍。同年7月から放送された日本テレビ系土曜ドラマ『初恋の悪魔』における演技が評価され『第113回 ザテレビジョンドラマアカデミー賞』において助演女優賞を受賞している。
2024年6月7日、男性アイドルグループ・Hey! Say! JUMPのメンバー・有岡大貴との結婚を発表した。入籍日等については以後も報告する予定はないとした。
2025年3月31日をもってヒラタフィルムを退所し独立。4月1日よりDon-crewとのエージェント契約で活動。4月22日、ファンクラブの開設を発表。

## 人物
左利きである。
茉優（まゆ）という名前は、1993年にTBS系列で放送されたドラマ、『高校教師』の当時ファンであった松岡の親が、本作のヒロイン「二宮 繭（にのみや まゆ）」の名前からとったものである。

### 嗜好
テレビ東京『おはスタ』は2002年度から視聴し始め、中学生になっても視聴を続けるほど大好きで、ずっとおはガールになることに憧れていた。
アイドルが大好きで、中でも熱烈なモーニング娘。ファンである。 9期メンバー加入後のモーニング娘。のことを「新生（新星）モーニング娘。」と呼んでおり、出演したテレビ番組やラジオ番組などでその魅力を熱く語っている。推しメンは鞘師里保で、鞘師のモーニング娘。卒業後も変わっていない。また、松岡が主演を務めるドラマ『その「おこだわり」、私にもくれよ!!』のスペシャル企画として、2016年3月20日に開催された「Hello! Project ひなフェス 2016」に、モーニング娘。'16のセンター「まゆまゆ」としてサプライズ出演した。その他、加賀楓や譜久村聖の「卒業メモリアルフォトブック」の全面プロデュースなども行っている。
好きな漫画は『BEASTARS』。
好きなゲームは『ドラゴンクエスト』、『どうぶつの森』。特にドラゴンクエストはほとんど全てのシリーズをプレイしており、『ドラゴンクエストV』において選択する結婚相手はビアンカ派。
「ほぼ毎日1、2パックを食べている」というほどの納豆好きで、2016年7月には全国納豆協同組合連合会から「納豆クイーン」に選出されている。

### 交友関係
おはスタ出演時に司会を長く務めていた声優の山寺宏一を芸能界の父と慕っている。
女優の伊藤沙莉とはプライベートでも親しく、互いのInstagramにも登場している。女優の橋本愛とは付き合いも長く、2人でご飯に行った後に橋本が松岡の家に行きお茶をしたりライブDVDを観たり、2人で旅行に行くなど一緒に過ごすことが多い。
高校時代は転校の影響から一人で過ごすことが多かったが、公立高校から芸能科のある高校に転校後、高校3年の時に初めてできた親友がアイドルグループ・ももいろクローバーZの百田夏菜子とアイドリング!!!の朝日奈央だった。シンガーソングライターの家入レオも松岡の高校時代の同級生で、百田と3人で『ボクらの時代』にも出演している。また声優の日高里菜も、子役時代からの幼馴染みにして高校3年の時の同級生で、席も前後同士だった。

### 芸能活動に関して
女優としての目標は「女版の八嶋智人になる事」だと2015年のインタビューにおいて答えている。
NHKの連続テレビ小説『あまちゃん』でアイドルグループのリーダー役を演じたが、以前から好きなアイドルの魅力を公言していた松岡は「役とはいえ、自分がなれるとは思ってもいませんでした」とインタビューに答えている。
『ストレイヤーズ・クロニクル』の瀬々敬久監督が松岡を「小津安二郎の映画の中の杉村春子」にたとえ、「若い出演者が多いなかで、ただひとり円熟の芸域に達していると言ってもよいのが松岡さんでした」と松岡の演技力を高く評価している。
初の大河ドラマ出演（真田丸）が決定した際には、「大河への出演は目標でした。三谷幸喜さんとご一緒するのは野望でした」とコメントを残している。
松岡が出演したバラエティ番組である『うつけもん』を見た脚本家の坂元裕二が、『問題のあるレストラン』の雨木千佳役を松岡にとオファーをし、その千佳という役は松岡にとって、「いまだに心の中で話しかけるくらい大好きな役」となり、この役を通して松岡は「不登校だったけど、学校に行ってみようと思いました」「このドラマが楽しみで生きています」といった手紙をいくつも受けとったことによって、「役を通じてこんなことができるんだ!と希望が湧きました」と、自分の仕事に対する意識を変えてくれた強い思い入れのある作品として『問題のあるレストラン』の名前をたびたび挙げ、キャスティングされるきっかけをつくってくれた『うつけもん』やそもそもの認められていくきっかけになった『おはスタ』などのバラエティ番組に感謝をしていると語っている。
また、『コウノドリ』に出演した際も、「助産師さんになりたいと思いました」と書いてある手紙が松岡の元に届き、未来のことだからその人の夢が変わる可能性もあると前置きしつつ、自分が心を込めて演じた役にどんな形でも思い入れを持ってもらえることが役者として幸せな瞬間の１つだと話している。
映画『聲の形』で、声優業を中心に活躍するキャスト構成の中、主人公の少年時代の声優として役者である松岡が起用された際、山田尚子監督は松岡を起用した理由として、「松岡さんが出演していたドラマ『問題のあるレストラン』が好きで毎週見ていて、第1話から（松岡さんが）気になっていたんです。『聲の形』では、真っ先に松岡さんにお願いできないかと思った。ダメ元だったので、出演していただけてラッキーでした」と答えた。そして、松岡は今まで声優に挑戦する際はバラエティ番組の『おはスタ』においてお世話になった山寺に技術的な教えを請うてきたが、今回は出演することも伝えておらず、「『山ちゃんに教えてもらったことをやりました!』と言えるような作品にしたかった。『頑張りました』とチケットを渡しに行こうと思っています」と意気込みを語った。
事務所に所属をした当初から役者への道を志してきたが、子役のころだけで200、高校時代まで数えると300、400…と数多くのオーディションを受けては落ちて、二次審査に進んでも落ちてを繰り返してきた。忘れられない思い出として、ある面接試験における課題の中で役者同士2人1組で会話をした際に面接官から『うまいのは分かったから、ちゃんと心動かしてくれや』と繰り返し言われた時は悔しさで市ヶ谷駅の階段を下りられなくなったという。また、いくつものオーディションを受けながらも、幼い頃は児童劇団に所属して『外郎売』といった古典的な演目を通した地道なレッスンの中で自らの演技の土台を培ってきており、そういった経験の中で芝居の面白さにのめり込んでいった。現在の演技についても10代まで受けていたレッスンの中で教えられたメソッドに支えられている部分も大きいという。

## 出演

### テレビドラマ
- 受験の神様（2007年7月14日 - 9月22日、日本テレビ） - 松木茉優 役
- 桂ちづる診察日録（2010年9月4日 - 12月25日、NHK総合） - お道 役
- 鈴木先生（2011年4月25日 - 6月27日、テレビ東京） - 堀の内七海 役[注 1]
- 新 警視庁捜査一課9係 season3 第9話（2011年8月31日、テレビ朝日） - 三原結衣 役
- ギャルバサラ外伝（2012年8月29日、名古屋テレビ） - 高橋和美 役
- 人生は「サイテーおやじ」から教わった（2013年2月10日、NHK BSプレミアム） - 主演・西原理恵子 役[57][58]
- 35歳の高校生（2013年4月13日 - 6月22日、日本テレビ） - 馬場亜矢子（高校時代） 役[59]
- 連続テレビ小説 あまちゃん 第73話 - 第146話（2013年6月24日 - 9月17日、NHK総合） - 入間しおり 役[50][60]
- 斉藤さん2（2013年7月13日 - 9月21日、日本テレビ） - 前園冴 役
- 刑事のまなざし 第8話（2013年11月25日、TBS） - 仲村有香 役
- ウレロ☆未体験少女 第2話（2014年1月17日、テレビ東京） - 松岡まゆ 役[61]
- 銀二貫 第4話 - 最終話 （2014年5月1日 - 6月5日、NHK総合） - 真帆 / おてつ 役[62][63]
- GTO（2014年7月8日 - 9月16日、関西テレビ） - 志条あゆな 役[64]
- 問題のあるレストラン（2015年1月15日 - 3月19日、フジテレビ） - 雨木千佳 役[65]
- 限界集落株式会社（2015年1月31日 - 2月28日、NHK総合） - 大内美穂 役[66]
- She（2015年4月18日 - 5月16日、フジテレビ） - 主演・西澤涼子 役[67]
- 経世済民の男 第一部「高橋是清」後編（2015年8月29日、NHK総合） - ケイコ 役[68]
- 磁石男2015 （2015年9月18日、日本テレビ） - 北島あゆみ 役[69]
- コウノドリ（TBS） - 下屋加江 役
  - 第1シリーズ（2015年10月16日 - 12月18日）[70]
  - 第2シリーズ（2017年10月13日 - 12月22日）[71]
- ウレロ☆無限大少女 第7話（2016年2月19日、テレビ東京） - 川島茉優 役
- 恋の三陸 列車コンで行こう!（2016年2月27日 - 3月12日、NHK総合） - 支倉桃子 役[72]
- 実録ドラマスペシャル 女の犯罪ミステリー「福田和子 整形逃亡15年」（2016年3月17日、テレビ朝日） - 如月夏希 役[73]
- その「おこだわり」、私にもくれよ!!（2016年4月8日 - 6月17日、テレビ東京） - 主演・松岡茉優 役（本人役）[74][75]
- 水族館ガール（2016年6月17日 - 9月2日、NHK総合） - 主演・嶋由香 役[76][77]
- 大河ドラマ 真田丸 第26回 - 最終回（2016年7月3日 - 12月18日、NHK総合） - 春（真田信繁正室） 役[15][16]
- やすらぎの郷（2017年4月3日 - 9月29日、テレビ朝日） - 財前ゆかり 役[78]
- ウチの夫は仕事ができない（2017年7月8日 - 9月16日、日本テレビ） - 小林沙也加 役[79]
- 黒井戸殺し（2018年4月14日、フジテレビ） - 黒井戸花子 役[80]
- 磯野家の人々〜20年後のサザエさん〜（2019年11月24日、フジテレビ） - 磯野ワカメ 役[81][82]
- おカネの切れ目が恋のはじまり（2020年9月15日 - 10月6日、TBS） - 主演・九鬼玲子 役[83][注 2]
- 生きるとか死ぬとか父親とか（2021年4月10日 - 6月26日、テレビ東京） - 蒲原トキコ（20代） 役[86]
- がんばれ!TEAM NACS episode7（2021年8月1日、WOWOWプライム） - 松岡茉優 役（本人役）[87]
- 声がききたい。 第三夜（2021年12月29日、NHK） - 主演・松岡茉優 役（本人役）[88][89]
- ノンレムの窓「カスタマイズ」（2022年4月5日、日本テレビ） - 主演・遥香 役[90]
- 初恋の悪魔（2022年7月16日 - 9月24日、日本テレビ） - 摘木星砂 役[91]
- フェンス（2023年3月19日 - 4月16日、WOWOWプライム） - 主演・小松綺絵 役[92]
- 最高の生徒〜余命1年のラストダンス〜 第1話（2023年7月15日、日本テレビ） - 九条里奈 役[注 3]
- 最高の教師 1年後、私は生徒に■された（2023年7月15日 - 9月23日、日本テレビ） - 主演・九条里奈 役[93]
- 軍港の子 〜よこすかクリーニング1946〜（2023年8月10日、NHK総合） - ミサ 役[94]
- ゆりあ先生の赤い糸（2023年10月19日 - 12月14日、テレビ朝日） - 小山田みちる 役[95]
- ギークス〜警察署の変人たち〜（2024年7月4日 - 9月19日、フジテレビ） - 主演・西条唯 役[96]
- ちはやふる -めぐり- 第二首（2025年7月16日、日本テレビ） - 若宮詩暢 役[97][注 4]

### 映画
- ノロイ（2005年8月20日、ザナドゥー） - 実験参加の小学生 役[99]
- AKIBA（2006年12月23日、ベンテンエンタテインメント） - 小学校の同級生 役
- ボディ・ジャック（2008年10月25日、太秦） - 澤井奈々 役
- 愛のむきだし（2009年1月31日、ファントム・フィルム） - 百合 役
- 好夏zerφ3 パンプキンレクイエム（2010年2月25日、アトリー） - 小森佳恵 役[注 5]
- 少女戦士伝シオン（2010年8月20日、キッズ） - 戌の国 カリン 役
- RAFT（2011年6月9日、日本映画撮影監督協会 / 若手映画作家育成プロジェクト） - 桐田聖 役[100][注 6]
- ポテチ（2012年5月12日、ショウゲート） - ミユ 役
- 桐島、部活やめるってよ（2012年8月11日、ショウゲート） - 野崎沙奈 役
- 悪の教典（2012年11月10日、東宝） - 白井さとみ 役
- 映画 鈴木先生（2013年1月12日、角川書店 / テレビ東京） - 堀の内七海 役
- はじまりのみち（2013年6月1日、松竹） - やゑ子 役
- 絶叫学級（2013年6月14日、東宝映像事業部） - 香取絵莉花 役
- 放課後ロスト エピソード3「倍音」（2014年8月2日、プロジェクト ドーン） - 主演・橋本リカ 役[101]
- リトル・フォレスト（松竹メディア事業部） - キッコ 役[102]
  - 夏編・秋編（2014年8月30日）
  - 冬編・春編（2015年2月14日）
- サムライフ（2015年2月28日、ビターズ・エンド） - ユミ 役[103]
- ストレイヤーズ・クロニクル（2015年6月27日、ワーナー・ブラザース映画） - モモ 役[104][52]
- 猫なんかよんでもこない。（2016年1月30日、東京テアトル） - ウメさん 役[105]
- ちはやふる（東宝） - 若宮詩暢 役[106]
  - -下の句-（2016年4月29日）
  - -結び-（2018年3月17日）
- 勝手にふるえてろ（2017年12月23日、ファントム・フィルム） - 主演・江藤良香 役[17][注 7]
- blank13（2018年2月3日、クロックワークス） - 西田サオリ 役[注 8]
- 万引き家族（2018年6月8日、ギャガ） - 柴田亜紀 役[107][108][注 9]
- 蜜蜂と遠雷（2019年10月4日、東宝） - 主演・栄伝亜夜 役[109]
- ひとよ（2019年11月8日、日活） - 稲村園子 役[110]
- 劇場（2020年7月17日、吉本興業） - 沙希 役[111][注 10]
- 騙し絵の牙（2021年3月26日、松竹） - 高野恵 役[113][114][注 11]
- 劇場版 がんばれ!TEAM NACS（2021年9月3日、WOWOW） - 松岡茉優 役（本人役）[116]
- ヘルドッグス（2022年9月16日、東映 / ソニー・ピクチャーズエンタテインメント） - 吉佐恵美裏 役[117]
- スクロール（2023年2月3日、ショウゲート） - 菜穂 役[118]
- 愛にイナズマ（2023年10月27日、東京テアトル） - 主演・折村花子 役[119]

### バラエティ
- おはスタ（テレビ東京）
  - おはガール（2008年4月7日 - 2010年3月26日）[注 12]
  - ゲスト出演（2016年3月21日[注 13]、7月13日[注 14]、2020年9月23日[注 15]、2022年3月2日[注 16]）
- もんシリーズ（フジテレビ） - 番組MC
  - うつけもん（2014年4月16日 - 9月17日）
  - オサレもん（2014年10月14日 - 2015年3月24日）
  - オサレもんプレミア（2015年3月31日 - 5月8日）不定期特番
  - ツギクルもん（2015年9月26日 - 2016年3月12日）不定期特番
  - 笑わせたもん勝ちトーナメント KYO-ICHI（2016年11月11日、フジテレビ）不定期特番[注 17]
- ENGEIグランドスラム（2015年5月30日 - 、フジテレビ）不定期特番 - 番組MC[120][注 18]
- FNS27時間テレビ（フジテレビ）
  - フェスティバル!（2016年7月23日・24日） - コーナーMC[121][注 19]
  - にほん人は何を食べてきたのか?（2018年9月8日・9日） - コーナーMC[122][注 20]
  - にほんのスポーツは強いっ!（2019年11月2日・3日） - マネージャー（番組全体のサブMC）[123]
- #ハイ_ポール（2017年5月18日 - 9月28日、フジテレビ） - 声の出演（人工知能_ポーラ）[注 21]
- 〜両親ラブストーリー〜 オヤコイ（2018年9月27日 - 、読売テレビ）不定期特番 - 番組MC[124][125]
- ギークな女子会 茉優・みな実・カレンの部屋（2024年10月7日、フジテレビ）- 番組MC[126]
- 昭和99年スペシャル 国民的ブームの祭典（2024年12月26日、フジテレビ）- 番組MC[127]

### その他テレビ番組
- シネマの世代（2013年9月21日 - 2015年2月28日、WOWOW）
- サントリー1万人の第九（毎日放送）
  - 羽鳥慎一の1万人の第九 音楽旅（ツアー）（2013年12月23日） - 海外レポーター
  - サワコ・又吉のクラシックなんて怖くない♪（2015年12月23日）
  - ひびきあう、今 〜MORE THAN MUSIC〜（2023年12月16日） - ナレーション[128]
  - BIG LOVE ともに響き合う 〜What a Wonderful Symphony〜（2024年12月14日） - イベントMC[129][注 22]
- 第64回NHK紅白歌合戦（2013年12月31日、NHK総合 / ラジオ第1）
- めざせ!2020年のオリンピアン（2014年2月11日 / 2014年4月20日 - 2015年3月1日、NHK総合） - 番組MC[注 23]
- 正直さんぽ「正直女子さんぽ」（2014年12月27日 / 2015年4月11日 - 2016年3月26日、フジテレビ） - 番組MC（正直3姉妹）[注 24]
- 開幕直前!リオ五輪が100倍楽しくなるテレビ!（2016年8月5日、NHK総合） - 番組MC
- おはなしのくに「いっすんぼうし」（2017年9月11日、NHK Eテレ） - 語り手（一人芝居）[130]
- ど夜中フェス!! #2（2017年10月8日、フジテレビ） - 番組MC[131]
- 国宝にんげん（2019年5月18日、フジテレビ） - 番組MC[注 25]
- 新世紀ミュージック（2019年11月4日 - 2020年3月30日、BSスカパー!） - 番組MC[132]
- 日曜THEリアル!「居場所をください」（2020年2月23日、フジテレビ） - 番組MC
- 『KIBO宇宙放送局』LIVE 宇宙の初日の出2021 from 国際宇宙ステーション（2021年1月1日、BSテレビ東京） - 番組MC[133][注 26]
- 日本のドン（2022年3月21日 - 、TBS）不定期特番 - 番組MC[134]
- 伝説のアナザーネーム 〜その名に秘められた変革者たちの物語〜（2023年2月19日、読売テレビ） - 番組MC[135]

### ラジオ番組
- 松岡茉優ト文化的交流（2015年3月31日 - 2016年3月22日、文化放送） - レギュラーパーソナリティ[注 27]
- オールナイトニッポン（2015年8月6日、ニッポン放送） - パーソナリティ[136][注 28]
- AVALON（2016年4月4日 - 2017年3月27日 / 2017年12月22日、J-WAVE） - 月曜日担当パーソナリティ[注 29]
- 松岡茉優 マチネのまえに（2020年4月5日 - 2021年3月28日、TBSラジオ） - パーソナリティ
- BITS & BOBS TOKYO（2022年2月5日 - 26日、J-WAVE） - ショートドラマ 2月の主演[137]

### 配信ドラマ
- mini Movie「NOTE」（2012年8月20日 - 10月10日、全16話、Angle Pictures） - 主演・キハラマユ 役[138][注 30]
- ハイスクールドライブ〜目が覚めたら高校生だった〜（2012年11月10日 - 2013年1月5日、全10話、BeeTV） - 唯 役
- HY「会いたい」（2014年2月5日、GYAO!） - 主演・花井ミカ 役[139][注 31]
- ちはやふる -繋ぐ-（2018年2月20日、全5話、Hulu） - 若宮詩暢 役[140][注 32]
- 誰かが、見ている 第5話（2020年9月18日、Amazonプライム・ビデオ） - 副園長 役[141]
- 舞妓さんちのまかないさん（2023年1月12日、Netflix） - 吉乃（美能裕子） 役[142][143]
- 拝啓、大人になる貴方へ（2023年9月23日・30日、全2話、Hulu） - 九条里奈 役（声の出演）[注 33]
- ダウンタイム（2026年配信予定、Netflix） - 主演・沼田文 役[144]

### 配信番組
- 松岡茉優のTシャツ&Gパン（2010年8月1日 - 12月15日、あっ!とおどろく放送局） - 番組MC
  - Part2（2011年4月23日 - 6月26日）
  - Part3（2011年8月20日 - 2012年4月6日）
  - 特別篇（2012年7月10日、YouTube）
- 松岡茉優の一放入魂（2013年5月1日 - 2013年5月22日、ニコニコ動画） - 番組MC
- 『KIBO宇宙放送局』LIVE 宇宙の初日の出2021 from 国際宇宙ステーション（2020年12月31日、YouTube） - 番組MC[133][注 34]
- TSUMUGU（2021年10月22日 - 12月24日、全10回、LINE NEW VISION）[145]
- ダウってポン（2023年2月25日 - 3月25日、全5回、Paravi）[146]
- ラブ トランジット（2023年6月15日 - 29日、全8回、Amazonプライム・ビデオ） - 番組MC[147]
- 松岡茉優&伊藤沙莉「お互いさまっす」（2023年10月18日 - 、ポッドキャスト / テレビ東京コミュニケーションズ） - パーソナリティ[148][149][注 35]

### CM
- ネクソンジャパン「BnB」（2007年）
- 日本コカ・コーラ
  - 「ファンタ」（2008年）
  - 「アクエリアスウォーター」（2016年）[151]
- バンダイ「リズティックシリーズ リングバトン」（2008年）
- 日本マクドナルド「チキンバーガー ソルト&レモン」（2010年）
- ドワンゴ「ニコニコ電話」（2011年）
- グリコ乳業「アワリッチ」「ドロリッチ」（2014年）
- セブン&アイ・ホールディングス「nanaco」（2015年）
- ［Alexandros］「ALXD」（2015年）
- NTT東日本「企業CM」（2015年 - 2022年）
- リクルート「フロム・エー ナビ」（2015年 - 2016年）
- 花王「ビオレ 素肌つるるんクレンジングウォーター」（2015年）
- カプコン「モンスターハンタークロス」（2015年）[152]
- ABCマート「Hawkins スノーブーツ」「新春初売りSALE」「CONVERSE JACK PURCELL」「夏靴祭」（2015年 - 2016年）[153]
- 住友生命保険「1UP」（2015年）[154]
- ロッテ「爽」（2016年）[155]
- JR東日本「行くぜ、東北。」（2016年 - 2019年）[156]
- トヨタホーム「企業CM」（2016年 - 2019年）[157]
- AOKI「楽・らく・キレイスーツ」「究極の就活スーツ」（2016年 - 2017年）[158]
- アフラック「ちゃんと応える医療保険EVER」「生きるためのがん保険Days1」（2017年 - 2018年）
- エン・ジャパン「エン転職」（2017年 - 2021年）[159]
- 森永乳業「マウントレーニア」（2018年 - 2019年）[160]
- アサヒフードアンドヘルスケア「ミンティア」（2018年 - 2020年）[161]
- トリドールホールディングス「丸亀製麺」（2018年 - 2019年）[162]
- LINE「LINEマンガ」（2018年）[163]
- ユーキャン「通信教育講座」（2019年）
- ビオフェルミン製薬「ビオフェルミンVC」（2020年 - 2021年）[164]
- 大成建設「ミャンマー」篇（2020年 - 2021年） - 声の出演[165]
- キリンビール「グリーンズフリー」（2020年 - 2021年）[166]
- アマノフーズ「フリーズドライのおみそ汁」（2020年 - ）[167]
- スクウェア・エニックス「FFBE幻影戦争」（2020年）[168]
- タカノフーズ「おかめ納豆」（2021年 - 2023年）
- サントリー「金麦」（2023年 - ）[169]
- ダンロップ「企業CM」（2023年） - 声の出演[170]
- 銀行カードローン[171]
  - 広島銀行「マイライフプラス」（2023年 - ）
  - 鹿児島銀行「カードローンS」（2023年 - ）
  - 愛媛銀行「クイックカードローン」（2023年 - ）
  - 京都銀行「ダイレクト」（2024年 - ）
  - 筑波銀行「アスジョイ」（2024年 - ）
  - 福井銀行「カードローン」（2024年 - ）
- Morght「NELLマットレス」（2024年）[172]
- タカミ「タカミスキンピール」（2025年）[173]

### 舞台
- 幽霊（2014年3月20日 - 30日、シアターコクーン） - レギーネ・エングストラン 役[174]
- 陥没 - 大東結 役
  - 東京公演（2017年2月4日 - 26日、シアターコクーン）
  - 大阪公演（2017年3月3日 - 6日、森ノ宮ピロティホール）
- 江戸は燃えているか（2018年3月3日 - 26日、新橋演舞場） - ゆめ 役[175][注 36]
- 愛のレキシアター「ざ・びぎにんぐ・おぶ・らぶ」 - カオリコ 役[177]
  - 東京公演（2019年3月10日 - 24日、赤坂ACTシアター）
  - 大阪公演（2019年3月30日・31日、オリックス劇場）
- 23階の笑い（2020年12月5日 - 27日、世田谷パブリックシアター） - キャロル 役[178]
- スジナシシアター Vol.15（2022年5月27日、シアター1010）[179]
- ワタシタチはモノガタリ - ミコ 役[180][181]
  - 東京公演（2024年9月8日 - 30日、PARCO劇場）
  - 福岡公演（2024年10月5日・6日、キャナルシティ劇場）
  - 大阪公演（2024年10月11日 - 14日、森ノ宮ピロティホール）
  - 新潟公演（2024年10月18日・19日、りゅーとぴあ 新潟市民芸術文化会館 劇場）
- やなぎにツバメは - 花恋 役[182]
  - 東京公演（2025年3月7日 - 30日、紀伊國屋ホール）
  - 大阪公演（2025年4月3日 - 6日、梅田芸術劇場 シアター・ドラマシティ）

### 朗読劇
- 「不帰の初恋、海老名SA」（2017年9月8日、テアトル新宿） - 三崎明希 役[183]
- 「忘れえぬ 忘れえぬ」、「初恋」と「不倫」[184][185][注 37]
  - 東京公演（2021年4月20日・21日、よみうり大手町ホール）
  - 札幌公演（2021年5月7日・8日、道新ホール）
- 「忘れえぬ 忘れえぬ」（2024年11月24日、日経ホール） - 木生 役[186]

### ナレーション
- エニシバナシ（フジテレビ）
  - 芸人縁談（2014年9月29日 - 10月2日）
  - 芸人縁旅（2015年1月11日）
- 青春舞台2016（2016年9月17日、NHK Eテレ）
- 卓球14歳の怪物・張本智和の現在地（2018年1月14日、NHK BS1）
- モーニング娘。まるっと20年スペシャル!（2018年3月31日、NHK BSプレミアム）
- ENGEI鼎談（2018年4月7日、フジテレビ）
- 離島に出張 〜全部配達します〜（2018年4月14日、テレビ朝日）
- ドキュメント72時間「命を運ぶ 大病院の引っ越し」（2018年7月27日、NHK総合）
- ネコメンタリー 猫も、杓子も。「柚月裕子とメルとピノ」（2018年8月13日、NHK Eテレ） - 朗読
- Hello!Project presents…「ソロフェス!」（テレ朝チャンネル1）
  - ソロフェス!（2020年7月4日） - 副音声（解説）[187]
  - ソロフェス!2（2021年8月16日） - ナレーション・副音声（解説）[188]
- 倉本聰×是枝裕和 特別対談 "あのとき"から 〜北の大地とドラマと…（2021年1月23日、北海道放送）[189]
- ザ・ノンフィクション「ボクがなりたいもの 〜芸人になる。と上京した娘〜」（2021年7月4日、フジテレビ）
- サントリー1万人の第九「ひびきあう、今 〜MORE THAN MUSIC〜」（2023年12月16日、毎日放送）[128]
- ドキュメント20min.「わたし、【終活】しています。」（2024年4月8日、NHK総合）
- スポーツ×ヒューマン「走る、飛ぶ “最高の自分”へ 〜パルクール・大貫海斗〜」（2024年11月15日、NHK BS1 / 2024年11月26日、NHK総合）

### 吹き替え
- ジュラシック・ワールド（2015年8月5日、東宝東和） - グレイ・ミッチェル（タイ・シンプキンス） 役[190]
- カーズ/クロスロード（2017年7月15日、ウォルト・ディズニー・ジャパン） - クルーズ・ラミレス 役[191]
- DC がんばれ!スーパーペット（2022年8月26日、ワーナー・ブラザース映画） - PB 役[192]

### 劇場アニメ
- ポケモン・ザ・ムービーXY&Z ボルケニオンと機巧のマギアナ（2016年7月16日、東宝） - キミア 役[193]
- 映画 聲の形（2016年9月17日、松竹） - 石田将也（小学生） 役[194]
- バースデー・ワンダーランド（2019年4月26日、ワーナー・ブラザース映画） - 主演・上杉アカネ 役[195]
- デジモンアドベンチャー LAST EVOLUTION 絆（2020年2月21日、東映） - メノア・ベルッチ 役[196]
- 映画ドラえもん のび太の宇宙小戦争 2021（2022年3月4日、東宝） - ピイナ 役[197]
- 劇場版 シルバニアファミリー フレアからのおくりもの（2023年11月23日、イオンエンターテイメント） - ステラ・チョコレート 役[198]
- 不思議の国でアリスと -Dive in Wonderland-（2025年8月29日公開予定、松竹） - ハートの女王 役[199]

### 配信アニメ
- あたしンちNEXT 第3話 - 第5話（2024年8月5日 - 10月5日、YouTube） - 散歩の少女（第3話） / ナレーション（第4話） / 生徒（ガヤ）（第5話） 役[200]

### ミュージックビデオ
- 光岡昌美「Hana」（2007年11月28日）
- TUBE - 主演・夏歩 役[注 38]
  - いまさらサーフサイド（2015年4月8日）
  - SUMMER TIME（2015年6月2日）
  - TONIGHT（2015年10月7日）
  - 灯台（2015年12月16日）
- 黒猫チェルシー「ベイビーユー」（2017年12月13日）[注 39]

### イベント
- 明石被服興業 2004学校制服展示会（2004年6月11日）
- 第59回 びわ湖開き（2014年3月8日） - 観光船ミシガン 一日船長
- しながわ水族館（2016年10月22日） - 一日館長
- 第31回 東京国際映画祭（2018年10月25日 - 11月3日） - アンバサダー[24]
- 第19回 GirlsAward「2019 SPRING/SUMMER」（2019年5月18日） - MC[201]
- 第12回 渋谷ファッションウイーク（2019年10月10日 - 20日） - アンバサダー[202]
- F VILLAGE STARTING LIVE!（2023年3月28日） - MC[203]
- 松岡茉優アニバーサリーブック『ほんまつ』発売記念 写真展（2023年11月17日 - 30日、代官山 蔦屋書店 1号館）[204]
- 「お互いさまっす」1周年記念公開収録（2024年10月30日、有楽町よみうりホール）[205][206][注 40]
- サントリー1万人の第九（2024年12月1日、大阪城ホール） - MC[129]
- 松岡茉優ファンクラブ開設記念イベント「prologue:mayura」（2025年5月23日、新宿LUMINE0）[207]

### その他
- 日本大衆薬工業協会（2007年） - 啓蒙ビデオ
- 俊英館Flex（2009年） - 広告
- 中央労働災害防止協会（2013年） - 全国労働衛生週間ポスター
- アクセス進学ラボ（2014年） - ハンドブック2014
- 日本損害保険協会（2015年） - 全国統一防火ポスター
- furryrate（2016年 - 2017年） - 広告
- SK-II（2018年 - 2020年） - すっぴん素肌プロジェクト 広告
- Ropé Picnic（2018年 - 2019年） - 広告
- gelato pique - 広告
  - あつまれ どうぶつの森 meets GELATO PIQUE（2020年）[208]
  - PIKMIN meets GELATO PIQUE（2023年）[209]
- 福島県（2021年 - 2024年） - ふくしま 知らなかった大使[28]
- ハニーズ（2021年 - 2024年） - 広告[210]

## 書籍
- ほんまつ（2023年11月17日、扶桑社）ISBN 9784594093921[211]

## 連載
- 松岡茉優の直売所（2014年1月 - 6月、読売新聞夕刊 毎月1回コラム）
- 考えても 考えても（2023年3月 - 7月、Numero.jp 毎月1回エッセイ）[212][注 41]

## 受賞歴
2015年度
- 第25回 ゆうばり国際ファンタスティック映画祭 - ニューウェーブアワード 女優部門[12]

2016年度
- 第8回 TAMA映画賞 - 最優秀新進女優賞『ちはやふる -下の句-』『猫なんかよんでもこない。』[213]
- 第40回 山路ふみ子映画賞 - 山路ふみ子新人女優賞『ちはやふる -下の句-』『猫なんかよんでもこない。』[214][215]

2017年度
- 第30回 東京国際映画祭 - 東京ジェムストーン賞『勝手にふるえてろ』[19]
- 第27回 日本映画プロフェッショナル大賞 - 主演女優賞『勝手にふるえてろ』[216]

2018年度
- 第10回 TAMA映画賞 - 最優秀女優賞『勝手にふるえてろ』『万引き家族』『ちはやふる -結び-』『blank13』[217]
- 第2回 Pen クリエイター・アワード[218]
- 第40回 ヨコハマ映画祭 - 助演女優賞『万引き家族』『ちはやふる -結び-』『blank13』[219][220]
- 第42回 日本アカデミー賞[25]
  - 優秀主演女優賞『勝手にふるえてろ』
  - 優秀助演女優賞『万引き家族』
- 第61回 ブルーリボン賞 - 助演女優賞『万引き家族』『ちはやふる -結び-』[26]
- 第43回 エランドール賞 - 新人賞[27]
- 第28回 東京スポーツ映画大賞 - 助演女優賞『万引き家族』[221]

2019年度
- 第32回 日刊スポーツ映画大賞・石原裕次郎賞 - 主演女優賞『蜜蜂と遠雷』[222]
- 第43回 日本アカデミー賞 - 優秀主演女優賞『蜜蜂と遠雷』[223]

2021年度
- 第45回 日本アカデミー賞 - 優秀主演女優賞『騙し絵の牙』[224]

2022年度
- 第113回 ザテレビジョンドラマアカデミー賞 - 助演女優賞『初恋の悪魔』[30]

2023年度
- 第117回 ザテレビジョンドラマアカデミー賞 - 主演女優賞『最高の教師 1年後、私は生徒に■された』[225]
- 第9回 エル シネマアワード - エル ベストアクトレス賞『愛にイナズマ』[226]
- 第36回 日刊スポーツ映画大賞 - 主演女優賞『愛にイナズマ』[227]
- 第19回 おおさかシネマフェスティバル - 主演女優賞『愛にイナズマ』[228][229]